# Finnentrop (Ort)
Finnentrop ist mit rund 3.500 Einwohnern der größte Ortsteil der gleichnamigen Gemeinde Finnentrop im Kreis Olpe, Nordrhein-Westfalen im südlichen Teil des Sauerlandes.

## Geschichte

Finnentrop in der Preußischen Uraufnahme von 1841, Blatt Attendorn

Der Name Finnentrop geht auf den alten Ort Finnentrop zurück, der heute Altfinnentrop heißt und einige hundert Meter biggeaufwärts liegt. Die Endung „-trop“ leitet sich aus „trop“ oder „torp“ für „Dorf“ ab und kommt in Nordrhein-Westfalen nicht selten vor (wie etwa bei Bottrop, Castrop, Frintrop oder Waltrop). Der heutige Ort Finnentrop hatte bis zum 13. Juli 1908 drei Ortsnamen: Habbecke, Neubrücke, und Bahnhof Finnentrop (bedingt durch den Bau der Ruhr-Sieg-Eisenbahn). Neubrücke bestand nur aus einem Gebäude am Zusammenfluss von Bigge und Lenne (Reuters Haus, 1847 erstmals erwähnt). Die „Neue Brücke“ war anscheinend im Jahre 1847 bereits erbaut, da der „Reuter“ das Brückengeld erheben musste. Die weiter nördlich gelegene Ortschaft Habbecke, ursprünglich auch nur aus wenigen Höfen bestehend, dürfte im Mittelalter entstanden sein.
Durch den Bau der Bahnstrecke ins Biggetal ab 1870 wurde aus dem Haltepunkt an der 1861 eröffneten Ruhr-Sieg-Eisenbahn der Bahnhof Finnentrop. Durch den Betrieb der Strecke ins Biggetal ab 1872 wurden Erweiterungen der Anlagen in Finnentrop nötig: ein eigenes Gleis für den Zugverkehr nach Attendorn und Olpe mit eigenem Bahnsteig. Zusätzlich wurden ein Lokomotivschuppen, Werkstätten und spezielle Anlagen (Drehscheibe, Pumpenhaus, Wasserkräne, Bekohlungsanlage, Schlackengrube usw.) errichtet.
Das gewachsene Verkehrsaufkommen und der bevorstehende Bau der Strecke durchs Frettertal nach Wennemen und Meschede erforderte den Bau eines neuen, wesentlich größeren Empfangsgebäudes. Es wurde am 1. April 1900 in Betrieb genommen. Die Eröffnung der Bahnstrecke Finnentrop–Wennemen erfolgte am 16. Januar 1911. Gleichzeitig begann ein großzügiger Ausbau der Gleisanlagen. Damit erreichten die Bahnanlagen ihre größte Ausdehnung. Nach den Modernisierungen der 1920er Jahre änderte sich das Erscheinungsbild nur noch wenig.
Ab Mitte der 1960er Jahre ließen die Elektrifizierung der Strecke und ihre Folgen sowie der Bedeutungsverlust der Bahn für das Verkehrswesen insgesamt, einen Teil der Anlagen überflüssig werden, die dann nach und nach verschwanden.

## Wirtschaft und Verkehr
Zu überregional bekannten ortsansässigen Unternehmen gehören Metten Fleischwaren, Eibach Federn und die ThyssenKrupp Steel AG.
Die Finnentroper Hütte wurde 1858 vom Neu-Oeger Bergwerks- und Hüttenverein erbaut. Im Jahr 1863 wurden zusätzliche Hochöfen angelegt. Zunächst wurde Erz aus der Region später aus dem Raum Wetzlar verhüttet. Im Jahr 1885 wurde das Werk von einer OHG in eine Aktiengesellschaft umgewandelt. Das Kapital kam von 18 Siegerländer Aktionären. Im Jahr 1900 ging die Hütte in den Besitz der Westfälischen Stahlwerke Bochum über. Mit 40 Arbeitern produzierte sie 13.000 t Stahl im Jahr. Weil die Produktion im Vergleich zum Ruhrgebiet unprofitabel war, wurde die Eisen- und Stahlproduktion 1901 eingestellt. In den 1870er Jahren entstand das Puddel- und Hammerwerk der Firma Bonzel & Co. mit Hauptsitz in Olpe. Der Betrieb ging auf in der Firma Wolf Netter & Jacobi. Diese errichtete um 1900 ein Feinblech-Walzwerk, das auch Wellbleche herstellte. Im Jahr 1938 wurde Wolf Netter & Jacobi „arisiert“ und vom Mannesmann-Konzern übernommen. In der Folge erlebte das Werk einen starken Aufschwung. Heute gehört das Werk zur ThyssenKrupp Steel AG.
Durch Finnentrop verläuft die Bundesstraße 236, der Bahnhof Finnentrop entstand im Zuge des Baus der Ruhr-Sieg-Strecke von 1858 bis 1861.